# Marechal Cândido Rondon (Paraná)
Marechal Cândido Rondon é um município brasileiro do estado do Paraná. Sua população, conforme o censo de 2022, é de 55 836 habitantes.

## História
A história do município se divide em duas partes, antes e depois da Maripá, a Industrial Madeireira Colonizadora Rio Paraná S/A. Antes da Maripá, a região foi habitada por espanhóis e ingleses, devido ao grande interesse pela exploração da erva-mate e madeira. Os ingleses conseguiram legalidade para a exploração desta região, concebida em dívida do Brasil com a Inglaterra referente à aquisição de equipamento ferroviário.
A região chegou a prosperar, mas com a permanência da Coluna Prestes, a Fazenda Britânia e o Porto Britânia foram destruídos e com isso a se enfraqueceu.
A retomada de colonização da região só teve início quando a Maripá adquiriu a Fazenda Britânia e estudou a região para colonizá-la. Era 1946, ano que marcou toda a região oeste, pois foi a partir deste ano que a colonização verdadeiramente aconteceu.
As primeiras visitas feitas nesta região por pessoas interessadas na compra de terras ocorreram por volta de 1949, mas a aquisição de terras, de acordo com os primeiros moradores, se deu no ano seguinte. A Maripá vendeu as terras para colonos gaúchos e catarinenses. 
Em março de 1950 ocorreram as primeiras derrubadas de árvores, iniciando a construção da vila, segundo os pioneiros, os primeiros clarões foram abertos nas proximidades onde atualmente é a Delegacia da Polícia Civil, iniciando-se, desta forma, a construção da Avenida Rio Grande do Sul, nome dado em homenagem aos primeiros moradores vindos daquele estado.
A colonização foi predominantemente teuto-gaúcha. Os primeiros colonizadores trazidos e fixados em terras rondonenses chegaram em 7 de março de 1950, sendo eles: Erich Ritscher, Antonio Rockembach e Oswaldo Heinrich. Em 14 de abril chegou Beno Weirich e no mesmo ano, em 21 de junho, fixou residência no local, sua esposa Alice Weirich e seu irmão Lauro Mathias Weirich, mas foi a partir de 1951 que efetivamente a migração sulista tomou vulto, configurando um novo quadro populacional na região. As primeiras casas construídas foram na região oeste da cidade, as margens do Arroio Borboleta, este sendo usado como fonte de água. Os colonizadores em sua grande maioria eram de ascendência alemã, vindos do Rio Grande do Sul e Santa Catarina.
Segundo relatos de pioneiros, o povoado chegou a ser chamado de "Vila Flórida" e em 6 de julho de 1953, o núcleo populacional (ainda sem nome oficial) foi promovido a distrito administrativo de Toledo, denominado de General Rondon, sob a Lei municipal nº17.
A partir desta data o distrito de General Rondon participava da administração política de Toledo, elegendo vereadores e tendo subprefeitos indicados pela prefeitura de Toledo.
O oeste paranaense estava em grande desenvolvimento, e vários núcleos populacionais não paravam de crescer e esse foi um dos motivos pelo qual o deputado estadual Luis Alberto Dall’ Canale, filho de um ex-diretor da Maripá e presidente da Assembleia Legislativa na época, entrou com um Projeto de Lei para a criação de vários municípios da região Oeste do Paraná – General Rondon, Palotina, São Miguel do Iguaçu, Medianeira, Matelândia, Guaraniaçu, Corbélia e Catanduvas.
Assim foram criados 58 municípios, e no dia 25 de julho de 1960  o governador Moisés Lupion sancionou a Lei 4.245, emancipando vários deles, e a vila General Rondon continuava no meio da listagem. A partir desta data a vila passou a ser denominada Marechal Cândido Rondon.
O nome da cidade se deu em homenagem a Cândido Mariano da Silva Rondon (1865-1958), militar, geógrafo, conhecido como “sertanista e desbravador”, em 1955 o Congresso Nacional aprovou uma lei especial conferindo-lhe o posto de marechal, por este motivo, o nome da cidade não ficou General Rondon, e também foi acrescentado o nome Cândido.
Criado o município, o governador providenciou sua instalação oficial, que aconteceu no dia 15 de setembro de 1960, quando visitava a região oeste do Paraná. Nesta oportunidade nomeou Ari Branco da Rosa como prefeito interino.
Em 1961 aconteceram eleições para o governo do Estado, e quando Ney Braga assumiu o governo do Paraná, anulou todos os atos dos prefeitos nomeados pelo governo anterior. Consta em documentos oficiais da prefeitura municipal de Marechal Cândido Rondon que a mesma lei que instalou mais 18 novos municípios no Paraná, em seus artigos 24 e 25, determinou também que a instalação deles seria feita com a posse dos respectivos prefeitos e vereadores a serem eleitos.
Assim, os novos prefeitos, agora eleitos pelo voto popular, iniciaram a sua administração com o saldo zero em caixa. O prefeito eleito de Marechal Cândido Rondon, Arlindo Alberto Lamb, iniciou a sua administração com doações espontâneas que foram feitas no dia 2 de dezembro, data de sua posse e dos vereadores também eleitos no primeiro pleito deste município, realizado em novembro.
De acordo com o novo governo (Ney Braga) a instalação oficial do município é 2 de dezembro de 1961, no dia da posse do prefeito e vereadores eleitos pelo voto popular. Os vereadores eleitos na primeira eleição de Marechal foram: Helmuth Priesnitz, Erno Greef, Harry Pydd, Lindolfo Viekotter, Teobaldo Loffi, Aldo Alievi, Reinoldo Vengrad, Luís Groff, Waldomiro Backs e Alfredo Wanderer.

## Cultura

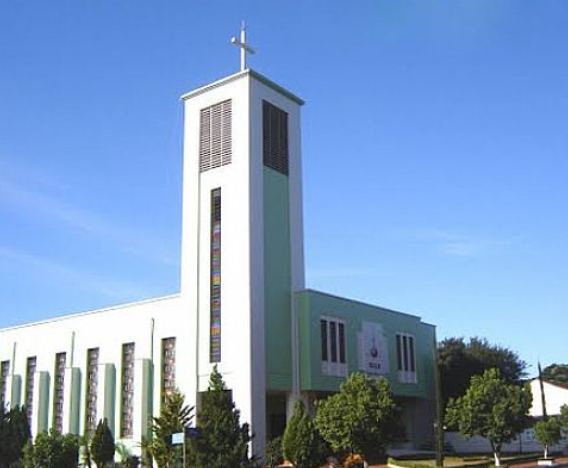
Igreja Luterana Matriz da IECLB, em Marechal Rondon.

Possui uma forte influência da cultura germânica, demonstrada na arquitetura e pelo Hunsrückisch, um dialeto alemão brasileiro ainda muito falado entre os mais velhos. Estima-se que 80% da população seja desta ascendência. Ainda pela presença germânica, a cidade é marcada por uma forte influência do luteranismo, inclusive, consagrando como feriado municipal o Dia da Reforma, em 31 de Outubro.
A cultura e os aspectos culturais existentes em Marechal Cândido Rondon exploram a influência da ocupação inicial através do turismo, aproveitando a denominação de cidade de tradições germânicas. Nessa cidade os pontos turísticos mais conhecidos são o portal e o centro de eventos.
O principal turismo local é o turismo cultural, desenvolvido através da exploração da histórica influência cultural alemã na colonização inicial do município, que é caracterizada através da arquitetura, música, danças, gastronomia e bebidas tipicamente alemãs.
Esta influência cultural pode ser percebida na arquitetura da cidade, principalmente em construções de importância turística, retratando o estilo colonial ou enxaimel, estilos típicos alemães. Isso ocorre no Portal do município e no Centro de Eventos, em estilo enxaimel, o qual ostenta 34 fachadas diferentes, que representam estilos de construção de 34 diferentes cidades alemãs.
A influência cultural alemã também pode ser verificada nas festas municipais como a Oktoberfest, a maior do Paraná, através da música e das apresentações dos grupos culturais, sempre em idioma alemão, assim como também está presente na gastronomia destes eventos, quando são servidos pratos típicos alemães, como o eisbein e o kassler, sempre servidos com chope.
Essas festas podem ser compreendidas também como tributo aos primeiros colonizadores do município e de manutenção da sua herança cultural, uma vez que nas décadas seguintes várias etnias e seus aspectos culturais vieram a se somar aos costumes dos primeiros colonizadores.
Outro grande evento é a Festa Nacional do Boi no Rolete, onde é organizada a Expo Rondon sempre na semana em que se comemora o aniversário do município, no dia 25 de julho.

## Geografia
O município de Marechal Cândido Rondon está localizado na Mesorregião Geográfica Oeste Paranaense e na Microrregião de Toledo, entre as coordenadas 24º 26’ e 24º 46’ de latitude sul e 53º 57’ e 54º 22’ de longitude oeste. 
Limita-se ao norte com o município de Mercedes, a nordeste com Nova Santa Rosa, a leste com Quatro Pontes, a sudeste com Toledo e Ouro Verde do Oeste, a sudoeste com Pato Bragado, ao sul com São José das Palmeiras e Entre Rios do Oeste e com a República do Paraguai (Lago de Itaipu) a oeste.
O município é composto pela sede municipal e sete distritos: Bom Jardim, Iguiporã, Margarida, Novo Horizonte, Novo Três Passos, Porto Mendes e São Roque.
Em 2007 Marechal também tem destaque no estado no que se refere à qualidade de vida, seu IDH (2000) de 0,829 é o 8º do Paraná e o 144º do Brasil.

### Clima
O clima é subtropical úmido mesotérmico (tipo Cfa), com verões quentes, sem estação seca e com poucas geadas (em média 3 geadas por ano). A região de Marechal é marcada por épocas de intensas chuvas de verão seguida por estiagem acentuada, sucedida por período subtropical, sem intervalo seco, mas com seca provocada pelo intenso frio de inverno, com temperaturas médias anuais inferiores a 15 °C.
Segundo dados da estação meteorológica automática do Instituto Nacional de Meteorologia (INMET) no município, em operação desde novembro de 2006, a menor temperatura registrada em Marechal Cândido Rondon foi de −2,4 °C em 6 de julho de 2019 e a maior atingiu 40,1 °C em 17 de outubro de 2014. O maior acumulado de precipitação em 24 horas foi de 127,6 milímetros (mm) em 12 de dezembro de 2009. Outros grandes acumulados iguais ou superiores a 100 mm foram: 116,4 mm em 10 de fevereiro de 2018, 110,6 mm em 26 de abril de 2012, 108 mm em 20 de setembro de 2018, 102,6 mm em 10 de dezembro de 2015, 101,8 mm em 19 de agosto de 2011 e 100,6 mm em 14 de junho de 2014.
| Dados climatológicos para Marechal Cândido Rondon                                             | Dados climatológicos para Marechal Cândido Rondon | Dados climatológicos para Marechal Cândido Rondon | Dados climatológicos para Marechal Cândido Rondon | Dados climatológicos para Marechal Cândido Rondon | Dados climatológicos para Marechal Cândido Rondon | Dados climatológicos para Marechal Cândido Rondon | Dados climatológicos para Marechal Cândido Rondon | Dados climatológicos para Marechal Cândido Rondon | Dados climatológicos para Marechal Cândido Rondon | Dados climatológicos para Marechal Cândido Rondon | Dados climatológicos para Marechal Cândido Rondon | Dados climatológicos para Marechal Cândido Rondon | Dados climatológicos para Marechal Cândido Rondon |
| Mês                                                                                           | Jan                                               | Fev                                               | Mar                                               | Abr                                               | Mai                                               | Jun                                               | Jul                                               | Ago                                               | Set                                               | Out                                               | Nov                                               | Dez                                               | Ano                                               |
| --------------------------------------------------------------------------------------------- | ------------------------------------------------- | ------------------------------------------------- | ------------------------------------------------- | ------------------------------------------------- | ------------------------------------------------- | ------------------------------------------------- | ------------------------------------------------- | ------------------------------------------------- | ------------------------------------------------- | ------------------------------------------------- | ------------------------------------------------- | ------------------------------------------------- | ------------------------------------------------- |
| Temperatura máxima recorde (°C)                                                               | 38,8                                              | 39,2                                              | 37,8                                              | 35                                                | 31,7                                              | 31,3                                              | 31,7                                              | 35,5                                              | 38,5                                              | 40,1                                              | 37,8                                              | 37,9                                              | 40,1                                              |
| Temperatura mínima recorde (°C)                                                               | 13,3                                              | 14,6                                              | 5,7                                               | 5,1                                               | 0,8                                               | −0,9                                              | −2,4                                              | 0,7                                               | 1,8                                               | 8,9                                               | 10,6                                              | 10                                                | −2,4                                              |
| Precipitação (mm)                                                                             | 168,1                                             | 134,8                                             | 122                                               | 160,3                                             | 172,5                                             | 112,9                                             | 93,5                                              | 113,7                                             | 117,5                                             | 119,7                                             | 160,1                                             | 187,2                                             | 1 722,2                                           |
| Fontes: EMBRAPA (médias de precipitação) INMET (recordes de temperatura: 17/11/2006-presente) |                                                   |                                                   |                                                   |                                                   |                                                   |                                                   |                                                   |                                                   |                                                   |                                                   |                                                   |                                                   |                                                   |

### Geologia
O município está localizado no Terceiro Compartimento Geológico constituído principalmente por rochas magmáticas vulcânicas e rochas sedimentares intercaladas.

### Relevo
A unidade de relevo corresponde ao Terceiro Planalto se apresenta com formas onduladas, aplainadas sendo rebaixadas na direção do Rio Paraná (Lago de Itaipu), em altitudes que variam entre 220 m e 490 m, com média de 420 m na sede municipal.

### Solo
O município possui um solo fértil, caracterizado pela cor avermelhada, denominado de terra roxa, adequado ao plantio de cultivos agrícolas anuais. A topografia é considerada plana, sendo 71% do solo, ou seja, 40.500 ha são mecanizáveis e altamente férteis. 

### Vegetação
A cobertura vegetal original é a Floresta Subtropical (Floresta Estacional semi-decional) que se caracterizava pela ausência de grandes pinheirais, já que os mesmos ocupavam as áreas superiores a 500 metros de altitude, predominavam o cedro, a peroba, a figueira, ipê, a canafístula e o palmito. A hidrografia do município é caracterizada pela presença do Rio Paraná e do lago artificial de Itaipu à oeste, o Rio São Francisco Verdadeiro ao sul e o Guaçu ao norte, além de arroios e sangas. 

### Demografia
De acordo com o censo de 2022, é o 32° município mais populoso do Paraná e o quarto da mesorregião oeste, atrás somente de Foz do Iguaçu, Cascavel e Toledo.
| Ano  | População | Variação |
| ---- | --------- | -------- |
| 1970 | 43 776    | —        |
| 1980 | 56 210    | 28,40%   |
| 1991 | 49 430    | -12,06%  |
| 2000 | 41 007    | -17,04%  |
| 2010 | 46 819    | 14,17%   |
| 2022 | 55 836    | 19,25%   |

| Etnias | Etnias |
| ------ | ------ |
| Branca | 86,1%  |
| Parda  | 12,2%  |
| Negra  | 1,8%   |

Fonte: Instituto Paranaense de Desenvolvimento Econômico e Social

### Rodovias
- BR - 163: Liga Marechal C. Rondon a Guaíra e Mato Grosso do Sul
- BR - 467 (Leste): Liga Marechal C. Rondon às rodovias BR-277 e BR-369, em Cascavel, e dali para a capital Curitiba, Norte do Paraná, Paraguai e Argentina.
- BR - 467 (Oeste): Liga Marechal C. Rondon ao distrito de Iguiporã
- PR - 491: Na saída do Aeroporto Balduino Helmuth Jope para Nova Santa Rosa

## Economia
A cidade conta com a maior planta industrial da América Latina para a produção de permeado non caking (proteína extraída do soro de leite). O non caking é uma matéria prima para produtos industrializados do ramo alimentício ou de nutrição animal.

## Esportes

### Futebol
No passado a cidade possuiu alguns clubes no Campeonato Paranaense de Futebol: o Flamengo, o Esporte Clube Concórdia e o Marechal Esporte Clube.

### Futsal
Desde os anos 2000, a cidade era representada pela equipe da Associação Atlética Cultural Copagril nas competições estaduais e nacionais da modalidade. Todavia, em vista de uma reavaliação dos projetos esportivos, optou-se pela paralisação das atividades do futsal profissional para direcionar os recursos na formação das categorias de base e revelação de jovens atletas.
No dia 22 de janeiro de 2020, foi anunciado que a cidade voltaria a ter um representante de futebol de salão sob o nome de Marechal Futsal em parceria com o time sub-20 da Jaclani Futuro.